# Brusque
För andra betydelser, se Brusque (olika betydelser).
Brusque är en stad och kommun i södra Brasilien och ligger i delstaten Santa Catarina. Stadens befolkning uppgick år 2014  till cirka 120 000 invånare. Brusque är belägen vid floden Itajaí-Mirim.